# Sally Fitzgibbons
Sally Fitzgibbons (Nowra, Nueva Gales del Sur, 19 de diciembre de 1990) es una surfista profesional australiana.

## Palmarés internacional
| ISA World Surfing Games | ISA World Surfing Games | ISA World Surfing Games | ISA World Surfing Games |
| Año                     | Lugar                   | Medalla                 | Prueba                  |
| ----------------------- | ----------------------- | ----------------------- | ----------------------- |
| 2008                    | Costa de Caparica       | Medalla de oro          | Individual              |
| 2018                    | Tahara                  | Medalla de oro          | Individual              |
| 2021                    | Surf City               | Medalla de oro          | Individual              |
| 2022                    | Huntington Beach        | Medalla de plata        | Equipo                  |
| 2024                    | Arecibo                 | Medalla de oro          | Individual              |
| 2024                    | Arecibo                 | Medalla de bronce       | Equipo                  |

## Logros
Ya en el año 2005 Fitzgibbons se destacaba en la categoría Juniors, obteniendo el primer lugar en el Billabong Girls Easter Surfing Festival.
En el año 2007, Fitzgibbons representó a Australia en la International Surfing Association (ISA) World Surfing Sub-18 en Brasil colocándose en segundo lugar (a los 16 años), viajó a Portugal para los títulos mundiales Sub-18 de ISA para ganar su primer título mundial.
En el año 2008 logró ser campeona del mundo en la Billabong ASP World Tour Title Sub-21 y el Título Mundial de la ISA World Games Open Title.

### Resultados de su carrera profesional

#### 2009 (5° en el Ranking de la WT)
- 3° ASP Billabong Pro WT Honolua Bay Maui Hawái
- 2° ASP Gidget Pro WT Sunset Beach Hawái
- 3° ASP Ripcurl Pro WT Lobitos Perú
- 1° ASP Estoril Festival 6 Star WQS Guinch Portugal
- 3° ASP RipCurl Pro WT Bells Beach Australia

#### 2010 (2° lugar en el Ranking de WT)
- 2° ASP Movistar Classic WT Perú
- 1° ASP Estoril Surf Festival 6 Star WQS Guinch Portugal
- 2° ASP Beachley Classic WT Dee Why Australia
- 2° ASP TSB Bank Pro WT Taranaki New Zealand
- 3° ASP RipCurl Pro WT Bells Beach Australia
- 2° ASP Drug Aware Pro 6Star WQS Margaret River

#### 2011 (Finalista en la clasificación de WT)
- 3° ASP 6STR Legendary Pacific Coast Pro, Newcastle, Australia
- 3° ASP Roxy Pro, Biarritz, France
- 3° ASP Beachley Classic, Dee Why, Australia
- 2° ASP Billabong Río Pro, Río de Janeiro, Brasil
- 1° ASP 6STR Swatch Girls Pro, Hossegor, France
- 1° ASP US Open of Surf, California, USA
- 3° ASP Roxy Pro, Gold Coast, Australia
- 1° ASP Rip Curl Women's Pro, Bells Beach, Australia
- 1° ASP Subaru TSB Bank Pro WT, Taranaki, New Zealand

#### 2012
- 1° ASP 6STR Australian Open, Manly, Australia
- 3° ASP Roxy Pro, Gold Coast, Australia
- 1° ASP 6STR Hunter Ports Women's Classic, Newcastle, Australia
- 1° ASP Rip Curl Women's Pro, Bells Beach, Australia
- 5° ASP TSB Bank NZ Surf Festival featuring the Dow AgroSciences Pro, Taranaki, New Zealand
- 5° ASP Beachley Classic, Dee Why, Australia
- 1° ASP Billabong Río Pro, Río de Janeiro, Brasil